# Sturnia
Sturnia – rodzaj ptaków z rodziny szpakowatych (Sturnidae).

## Występowanie
Rodzaj obejmuje gatunki występujące w Azji. 

## Morfologia
Długość ciała 17–20 cm, masa ciała 32–61 g.

## Systematyka

### Etymologia
Wariacja nazwy rodzaju Sturnus Linnaeus, 1758, szpak.

### Podział systematyczny
Takson wyodrębniony ostatnio ze Sturnus. Do rodzaju należą następujące gatunki:
- Sturnia sinensis (J.F. Gmelin, 1788) – szpak chiński
- Sturnia pagodarum (J.F. Gmelin, 1789) – szpak bramiński
- Sturnia malabarica (J.F. Gmelin, 1789) – szpak szarogłowy
- Sturnia erythropygia Blyth, 1846 – szpak białogłowy